# Беллак, Ласло
Ласло Беллак (венг. Bellák László, 11 февраля 1911 — 20 сентября 2006) — венгерский и американский игрок в настольный теннис, еврей по национальности, чемпион мира.

## Биография
Родился в 1911 году в Будапеште. Настольным теннисом занялся в возрасте 13 лет. В 1920-30-х годах неоднократно становился чемпионом Венгрии, выигрывал открытое первенство Германии. В 1928 году завоевал золотую, серебряную и бронзовую медали чемпионата мира. На чемпионате мира 1929 года стал обладателем двух серебряных наград. В 1930 году вновь завоевал золотую, серебряную и бронзовую медали чемпионата мира. В 1931 году стал золотым и бронзовым призёром чемпионата мира. На чемпионате мира 1932 года стал обладателем двух серебряных наград. На чемпионате мира 1934 года (который на самом деле состоялся в декабре 1933 года) вновь завоевал золотую, серебряную и бронзовую медали. В 1935 году опять стал золотым и бронзовым призёром чемпионата мира. На чемпионате мира 1936 года завоевал бронзовую медаль, а на чемпионате мира 1937 года — серебряную. В 1938 году стал обладателем двух золотых и одной серебряной медали чемпионата мира.
В 1938 году Ласло Беллак, которому из-за его еврейского происхождения стало опасно оставаться в Европе, эмигрировал в США. Став американским гражданином он неоднократно выигрывал чемпионаты США. После вступления США во Вторую мировую войну пошёл в американскую армию, воевал в Индии и Бирме, трижды был награждён.
Ласло Беллак всю жизнь оставался активным спортсменом, даже в 80-летнем возрасте участвуя в ветеранских турнирах. В 1995 году его имя было включено в Международный еврейский спортивный зал славы.